# Wolfgang Klötzer
Pour les articles homonymes, voir Klötzer.
Wolfgang Klötzer (né le 8 avril 1925 à Biebrich et mort le 18 mai 2015 à Langen) est un historien et archiviste allemand.

## Biographie
Klötzer étudie à Mayence de 1946 à 1951, où il obtient son doctorat avec une thèse sur l'histoire de la Rheingau Markgenossenschaft. De 1951 à 1954, il effectue un stage juridique aux archives principales d'État de Hesse (de) à Wiesbaden et à l'École d'archives de Marbourg (de). De 1954 à 1960, il travaille aux Archives fédérales, succursale de Francfort-sur-le-Main, en tant que consultant pour les successions politiques.
En 1960, il devient directeur adjoint des Archives de la ville de Francfort (de), et en 1983 son directeur. Entre autres choses, il acquit d'importantes archives privées pour la ville telles que les archives Breidbach et des archives d'entreprise telles que les archives Bethmann, et il constitue la collection de coupures de journaux et de photos. Il est à la retraite depuis 1990.
Klötzer est professeur honoraire à l'Université Johann Wolfgang Goethe de Francfort-sur-le-Main et membre de nombreuses commissions et associations, dont la Commission historique de Francfort. Il est rédacteur en chef de la Biographie de Francfort, des Archives pour l'histoire et l'art de Francfort (de), des Études sur l'histoire de Francfort et des Archives de Francfort (14 volumes, Braunschweig 1994ff. ).
Klötzer est l'auteur de nombreuses publications spécialisées et de vulgarisation sur l'histoire de Francfort-sur-le-Main, sur l'histoire allemande et sur l'archivistique dans les maisons d'édition. En 1959, il reçoit la plaque Herman-Haupt de la Société de recherche historique des fraternités (de) pour son travail d'étudiant historien. Le 21 juin 1991, il reçoit la croix fédérale du mérite avec ruban.
Il est mort le 18 mai 2015 après un accident dans son jardin.

## Publications
- als Herausgeber mit Paul Wentzcke: Heinrich von Gagern: Deutscher Liberalismus im Vormärz. Briefe und Reden 1815–1848. Göttingen, Berlin, Frankfurt 1959.
- Frankfurt 1866. Eine Dokumentation aus deutschen Zeitungen. Kramer, Frankfurt am Main 1966.
- Frankfurt – ehemals, gestern und heute. Eine Stadt im Wandel der letzten 50 Jahre. Steinkopf, Stuttgart 1979,  (ISBN 3-7984-0398-8).
- Frankfurts alte Gassen. Nach Aquarellen von Jupp Berten. Weidlich, Frankfurt am Main 1979,  (ISBN 3-8035-1048-1).
- Alt-Frankfurter Photoalbum. Weidlich, Frankfurt am Main 1981,  (ISBN 3-8035-1117-8).
- mit Gottfried Frenzel: St. Leonhard zu Frankfurt am Main. Langewiesche, Königstein im Taunus 1982,  (ISBN 3-7845-4800-8)
- als Herausgeber: Die Frankfurter Altstadt. Eine Erinnerung. Kramer, Frankfurt am Main 1983,  (ISBN 3-7829-0286-6).
- mit Wilfried Ehrlich: Sachsenhausen. 1885 und heute. Kramer, Frankfurt am Main 1985.
- Zu Gast im alten Frankfurt. Hugendubel, München 1990,  (ISBN 3-88034-493-0).
- als Herausgeber: Frankfurt. In Fotografien von Paul Wolff 1927–1943. Hugendubel, München 1991,  (ISBN 3-88034-533-3).
- als Herausgeber: Frankfurt am Main. 1900–1943. In Fotografien von Gottfried Vömel. Hugendubel, München 1992,  (ISBN 3-88034-557-0).
- Erinnerung an Frankfurt. Flechsig, Würzburg 1999,  (ISBN 3-88189-246-X).
- Erinnerung an Frankfurt. In den 20er und 30er Jahren. Flechsig, Würzburg 2000,  (ISBN 3-88189-356-3).